# Damnamenia
Damnamenia là một chi thực vật có hoa trong họ Cúc (Asteraceae).

## Loài
Chi Damnamenia gồm các loài: